# Rudolf Steiner-børnehave
Rudolf Steiner-børnehaver er ligesom Rudolf Steiner-skoler baseret på Rudolf Steiners pædagogik, som tager udgangspunkt i Steiners filosofiske livsanskuelse.
Barnets omgivelser skal være rolige, trygge og efterlignelsesværdige. Det gælder i særdeleshed de voksne - de skal være gode forbilleder, da det er dem, som barnet efterligner. Ifølge filosofien er efterlignelseskraften den vigtigste i den første periode i børnenes liv. 
Hver Steiner-børnehave har sit eget præg, men børnehaverne er generelt kendt for deres brug af naturmaterialer og har fået anerkendelse for sin kreative, økologiske og ikke-materialistiske tilgang til hverdagen. 
Der skal være kvalitet og æstetik i materialerne. Derfor fravælges typisk plastiklegetøj og maden er biodynamisk eller økologisk. 

## De voksne i børnehaven
Der lægges vægt på at de voksne møder børnene der hvor de er. F.eks. ved at hilse på dem om morgenen og kigge dem i øjnene. Målet er at opnå en bevidsthed om barnet.
En pædagogisk øvelse kan f.eks. være at de voksne skal lukke øjnene og kunne beskrive barnet og hvordan det er. 
I stedet for at anvise og belære skal de voksne gebærde sig med aktiviteter der fylder børnene med inspiration, f.eks. gennem eventyr, men også gennem de praktiske gøremål. 
Målet er stille nogle rammer op hvor børnene selv udfolder sig og får afprøvet deres viljeskraft. 

## Rytmer
Typisk inddeles hverdagen i rytmer. 
En daglig rytme, med eventyrfortælling, sanglege/skuespil, madlavning og andre praktiske gøremål, og fri leg. 
En ugentlig rytme med forskellige aktiviteter de forskellige dage. 
Og årsrytmer med årstidsfester der følger nogle af de gamle traditioner, f.eks. høstfest i høsten og lanternefest sent på efteråret når det bliver tidligt mørkt hvor børnene går med lanterner. 

## Små ritualer
Et særkende er forskellige små ritualer der vækker børnenes fantasi og støtter op om de aktuelle aktiviteter. F.eks. tænder de voksne et stearinlys før spisetid med ordene "flammefugl kom!" og understreger på den måde, gennem den daglige gentagelse og børnefællesskabets reaktion, at nu er den frie leg slut og nu skal man sidde roligt og spise.